# 울산대공원

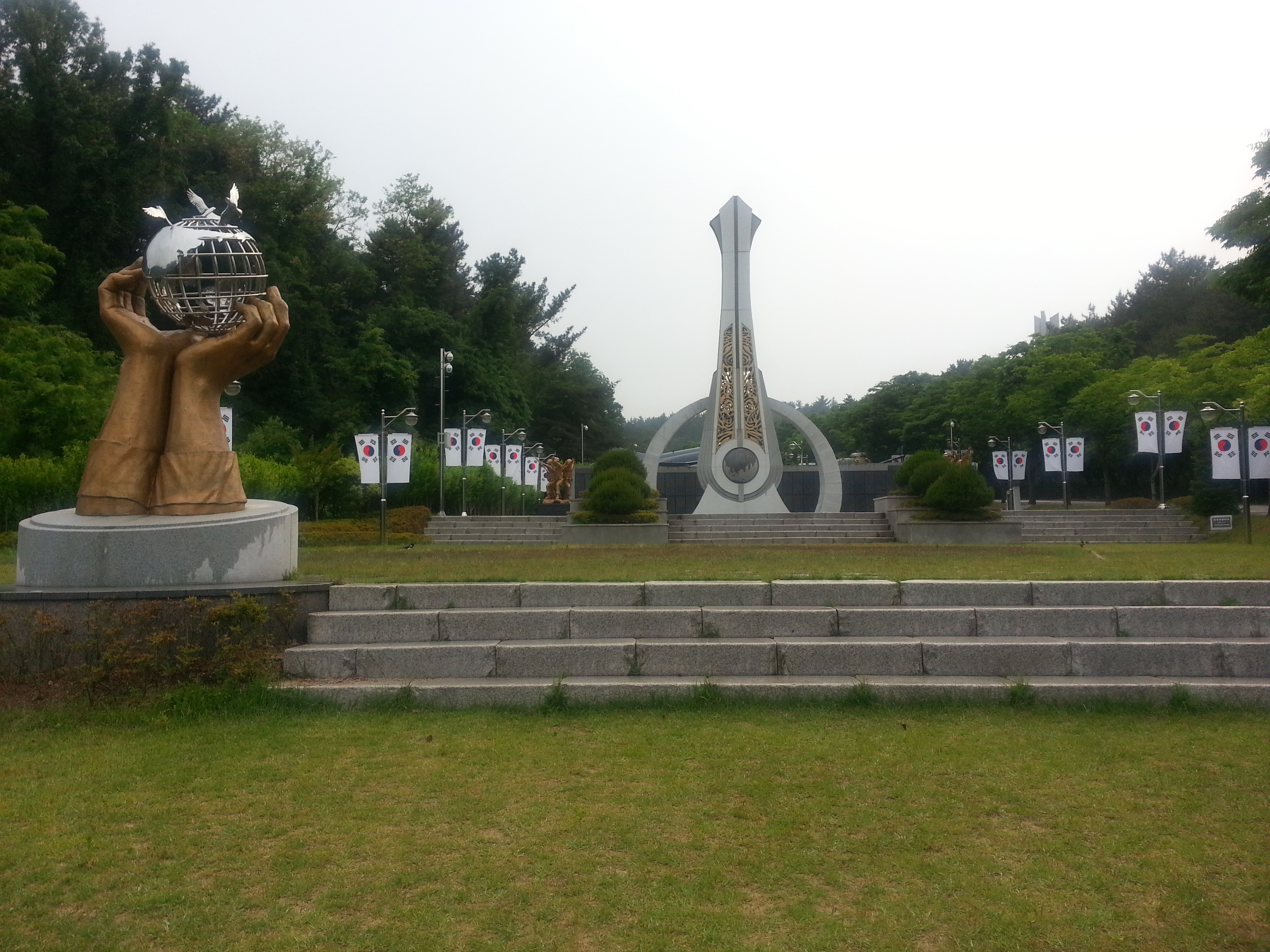
울산대공원 현충탑

울산대공원(蔚山大公園)은 울산광역시 남구 대공원로 94에 있으며, 옥동과 신정동에 걸쳐 있는 도심 공원이다.

## 특징
전체 면적은 약364만여m2이고, 시설 면적은 79만m2이다. 공원 정문 쪽에는 소규모 워터파크와 수영장 시설을 갖추고 있는 아쿠아시스가 입지하고 있다. 공원 정문과 동문 사이에 현충탑이 자리잡고 있으며, 매년 6월 6일에 현충탑 앞에서 추념식이 열린다. 정문, 남문, 동문 모두 자전거 대여소가 있어 자전거 대여를 할 수 있다.

## 공원 조성
울산광역시는 부지를 매입하고, SK는 시설 공사를 하기로, 1995년 11월에 양측이 협약을 맺고 공원 조성에 착수하였다. SK는 2005년에 공원 조성 공사를 완료하여 울산시에 무상으로 기증하였다.

## 시설 현황
이 공원은 호수와 산을 포함하고 있는 넓은 부지에 다양한 놀이 공원과 운동 시설 등을 갖추고 있다.

## 교통
정문, 남문, 동문 앞으로 모두 시내버스가 운행된다. 시내버스로 접근하려면 정문은 울주군청 정류장, 동문은 울산대공원 동문 정류장, 남문은 울산대공원 남문 정류장에서 하차하여 도보로 접근하면 된다.

## 같이 보기
- 울산박물관